# Kaspazy

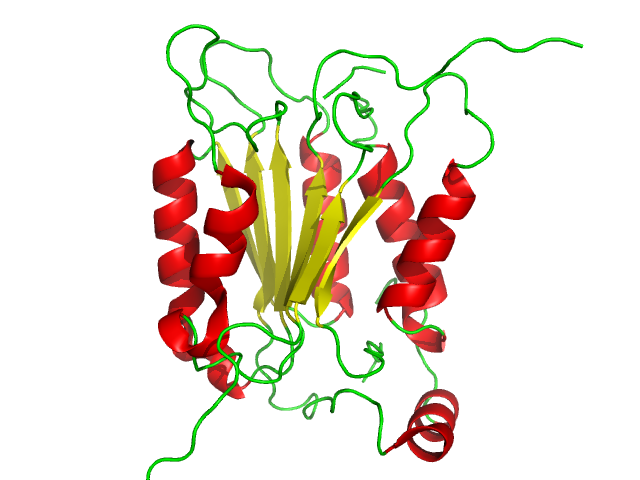
Kaspaza 1

Kaspazy (ang. caspases, akronim od słów cysteine, aspartic, proteases) – enzymy z grupy proteaz cysteinowych, które po aktywacji przez sygnały apoptozy degradują białka komórkowe, przecinając wiązanie peptydowe za resztą asparaginianu. Kaspazy związane są także z funkcjonowaniem układu odpornościowego, gdzie umożliwiają potranslacyjną modyfikację cytokin oraz gdy kaskada kaspaz jest uruchamiana w reakcji cytotoksycznej.
Kaspazy w największym stopniu odpowiadają za zniszczenie komórki podczas apoptozy. Przecinając odpowiednie białka, pośrednio doprowadzają do degradacji materiału genetycznego, zmiany kształtu komórki i jej podzielenia się na pęcherzyki apoptotyczne, które są wchłaniane przez granulocyty obojętnochłonne (neutrofile), monocyty i komórki sąsiadujące. Pęcherzyki apoptotyczne mają w pełni funkcjonalne organella (apoptoza w przeciwieństwie do nekrozy nie daje odczynu zapalnego). Kaskada kaspaz może rozpoczynać się przy błonie komórkowej (np. wskutek aktywacji białka Fas) albo w pobliżu mitochondrium, kiedy do cytoplazmy przedostaną się cząsteczki cytochromu c.
W zdrowej komórce na powierzchni błony zewnętrznej mitochondrium znajduje się białko Bcl-2, które z kolei jest połączone z innym białkiem Apaf-1. Wewnętrzne uszkodzenia komórki powodują, że Bcl-2 odłącza się od Apaf-1. Następnie cytochrom c wydostaje się do cytoplazmy gdzie łączy się z białkiem Apaf-1 oraz z prokaspazą 9. W efekcie powstaje apoptosom będący kompleksem: 
- cytochromu c,
- Apaf-1,
- prokaspazy 9,
- ATP.

W obrębie apoptosomu zachodzi autokatalityczna aktywacja kaspazy 9. Cytozol ulega agregacji. Kaspazy jako proteazy rozszczepiają białka i równocześnie aktywują inne kaspazy. Następuje trawienie strukturalnych białek i degradacja DNA. Komórka ulega fagocytozie.
Obecnie uważa się, że kaspazy znajdują się również w siateczce śródplazmatycznej. Jej uszkodzenie prowadzi do uruchomienia kaspazy 12, która znajduje się wewnątrz siateczki, i do skierowania komórki na drogę apoptozy. Jeśli programowana śmierć komórki zaczyna się od aktywacji kaspaz przy mitochondrium albo przy błonie komórkowej, to kaspaza 12 w ogóle nie jest uruchamiana.
Przykłady interakcji kaspaz w komórkach
- kaspaza 9 jest aktywowana przez granulizynę co uruchamia apoptozę[4]
- kaspaza 8 w zmutowanej formie jest antygenem nowotworowym[5]